# 6e étape du Tour de France 2011
Pour un article plus général, voir Tour de France 2011.
La 6e étape du Tour de France 2011 s'est déroulée le jeudi 7 juillet 2011. Elle est partie de Dinan et arrivée à Lisieux. Cette étape est remportée au sprint par le Norvégien Edvald Boasson Hagen (Team Sky). Le champion du monde norvégien Thor Hushovd conserve le maillot jaune.

## Profil de l'étape
L'arrivée est situé en haut de l'Avenue Jean XXIII.

## La course
Reliant Dinan à Lisieux, la sixième étape est la plus longue de cette édition avec 226 kilomètres. Cinq coureurs décident de partir devant sous une journée très pluvieuse : le Colombien Leonardo Duque (Cofidis), les Néerlandais Johnny Hoogerland (Vacansoleil-DCM) et Lieuwe Westra (Vancansoleil-DCM), l'Italien Adriano Malori (Lampre-ISD) et le Français Anthony Roux (FDJ). Johnny Hoogerland bascule en premier au sommet de la Côte de Saint-Michel-de-Montjoie devant Anthony Roux, ce dernier remporte ensuite le sprint intermédiaire de Vassy (Calvados), Mark Cavendish conclue le sprint du peloton. La Côte du Bourg d'Ouilly et celle du Billot se présentent sur la route des coureurs : elles sont remportées par Anthony Roux et Lieuwe Westra respectivement. Le Norvégien Edvald Boasson Hagen (Team Sky) s'impose au sprint devant Matthew Goss (Team HTC-Highroad) et Thor Hushovd (Garmin-Cervélo), qui demeure maillot jaune. Levi Leipheimer    (Team RadioShack), qui n'a pas pu réintégrer le peloton à la suite d'une chute, perd 1' 05. Sylvain Chavanel    (Quick Step) accuse quant à lui un retard supérieur à 12 minutes, souffrant de la chute subie la veille.

## Sprints

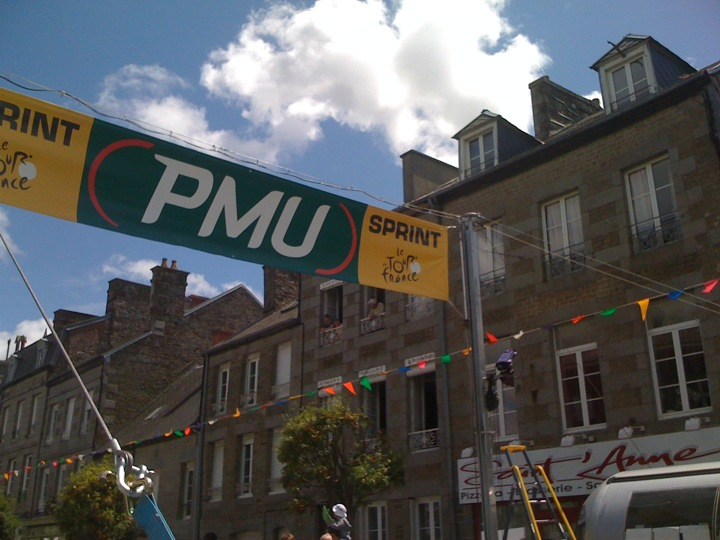
Banderole du sprint intermédiaire, à Vassy.

| Premier     | Anthony Roux        | 20 pts. |
| Deuxième    | Leonardo Duque      | 17 pts. |
| Troisième   | Lieuwe Westra       | 15 pts. |
| Quatrième   | Adriano Malori      | 13 pts. |
| Cinquième   | Johnny Hoogerland   | 11 pts. |
| Sixième     | Mark Cavendish      | 10 pts. |
| Septième    | José Joaquín Rojas  | 9 pts.  |
| Huitième    | Tyler Farrar        | 8 pts.  |
| Neuvième    | Mark Renshaw        | 7 pts.  |
| Dixième     | Philippe Gilbert    | 6 pts.  |
| Onzième     | Alessandro Petacchi | 5 pts.  |
| Douzième    | Mickaël Delage      | 4 pts.  |
| Treizième   | Francisco Ventoso   | 3 pts.  |
| Quatorzième | Bernhard Eisel      | 2 pts.  |
| Quinzième   | Amaël Moinard       | 1 pt.   |

| Premier     | Edvald Boasson Hagen | 45 pts. |
| Deuxième    | Matthew Goss         | 35 pts. |
| Troisième   | Thor Hushovd         | 30 pts. |
| Quatrième   | Romain Feillu        | 26 pts. |
| Cinquième   | José Joaquín Rojas   | 22 pts. |
| Sixième     | Arthur Vichot        | 20 pts. |
| Septième    | Philippe Gilbert     | 18 pts. |
| Huitième    | Gerald Ciolek        | 16 pts. |
| Neuvième    | Marco Marcato        | 14 pts. |
| Dixième     | Arnold Jeannesson    | 12 pts. |
| Onzième     | Jakob Fuglsang       | 10 pts. |
| Douzième    | Cadel Evans          | 8 pts.  |
| Treizième   | Julien El Fares      | 6 pts.  |
| Quatorzième | Sébastien Hinault    | 4 pts.  |
| Quinzième   | Andreas Klöden       | 2 pts.  |

## Côtes
| Premier  | Johnny Hoogerland | 2 pts. |
| Deuxième | Anthony Roux      | 1 pt.  |

| Premier  | Anthony Roux      | 2 pts. |
| Deuxième | Johnny Hoogerland | 1 pt.  |

| - 3. Côte du Billot, 4e catégorie (kilomètre 197,0) \| Premier \| Lieuwe Westra \| 1 pt. \| |               |       |
| Premier                                                                                     | Lieuwe Westra | 1 pt. |

## Classement de l'étape
|    | Coureur              | Pays      | Équipe             | Temps | Temps           |
| -- | -------------------- | --------- | ------------------ | ----- | --------------- |
| 1  | Edvald Boasson Hagen | Norvège   | Sky                | en    | 5 h 13 min 37 s |
| 2  | Matthew Goss         | Australie | HTC-Highroad       |       | m.t.            |
| 3  | Thor Hushovd         | Norvège   | Garmin-Cervélo     |       | m.t.            |
| 4  | Romain Feillu        | France    | Vacansoleil-DCM    |       | m.t.            |
| 5  | José Joaquín Rojas   | Espagne   | Movistar           |       | m.t.            |
| 6  | Arthur Vichot        | France    | FDJ                |       | m.t.            |
| 7  | Philippe Gilbert     | Belgique  | Omega Pharma-Lotto |       | m.t.            |
| 8  | Gerald Ciolek        | Allemagne | Quick Step         |       | m.t.            |
| 9  | Marco Marcato        | Italie    | Vacansoleil-DCM    |       | m.t.            |
| 10 | Arnold Jeannesson    | France    | FDJ                |       | m.t.            |

## Classement général
|    | Coureur              | Pays        | Équipe         | Temps | Temps            |
| -- | -------------------- | ----------- | -------------- | ----- | ---------------- |
| 1  | Thor Hushovd         | Norvège     | Garmin-Cervélo | en    | 22 h 50 min 34 s |
| 2  | Cadel Evans          | Australie   | BMC Racing     | +     | 1 s              |
| 3  | Fränk Schleck        | Luxembourg  | Leopard-Trek   |       | 4 s              |
| 4  | David Millar         | Royaume-Uni | Garmin-Cervélo |       | 8 s              |
| 5  | Andreas Klöden       | Allemagne   | RadioShack     |       | 10 s             |
| 6  | Bradley Wiggins      | Royaume-Uni | Sky            |       | 10 s             |
| 7  | Geraint Thomas       | Royaume-Uni | Sky            |       | 12 s             |
| 8  | Edvald Boasson Hagen | Norvège     | Sky            |       | 12 s             |
| 9  | Jakob Fuglsang       | Danemark    | Leopard-Trek   |       | 12 s             |
| 10 | Andy Schleck         | Luxembourg  | Leopard-Trek   |       | 12 s             |

## Classements annexes

### Classement par points
|   | Cycliste           | Pays     | Équipe             | Points |
| - | ------------------ | -------- | ------------------ | ------ |
| 1 | Philippe Gilbert   | Belgique | Omega Pharma-Lotto | 144    |
| 2 | José Joaquín Rojas | Espagne  | Movistar           | 143    |
| 3 | Thor Hushovd       | Norvège  | Garmin-Cervélo     | 112    |

### Classement du meilleur grimpeur
|   | Cycliste          | Pays      | Équipe          | Points |
| - | ----------------- | --------- | --------------- | ------ |
| 1 | Johnny Hoogerland | Pays-Bas  | Vacansoleil-DCM | 4      |
| 2 | Anthony Roux      | France    | FDJ             | 3      |
| 3 | Cadel Evans       | Australie | BMC Racing      | 2      |

### Classement du meilleur jeune
|   | Cycliste             | Pays        | Équipe   | Temps | Temps            |
| - | -------------------- | ----------- | -------- | ----- | ---------------- |
| 1 | Geraint Thomas       | Royaume-Uni | Sky      | en    | 22 h 50 min 46 s |
| 2 | Edvald Boasson Hagen | Norvège     | Sky      | +     | 0 s              |
| 3 | Robert Gesink        | Pays-Bas    | Rabobank |       | 8 s              |

### Classement par équipes
|   | Équipe            | Pays        | Temps | Temps            |
| - | ----------------- | ----------- | ----- | ---------------- |
| 1 | Garmin-Cervélo    | États-Unis  | en    | 67 h 42 min 22 s |
| 2 | Team Sky          | Royaume-Uni | +     | 2 s              |
| 3 | Team Leopard-Trek | Luxembourg  |       | 4 s              |

## Abandons
- Iván Velasco (Euskaltel-Euskadi) : non-partant en raison d'une fracture de la clavicule provoquée par une chute la veille.
- Vasil Kiryienka (Movistar) : hors délais.